# 齐齐哈尔医学院第八附属医院
齐齐哈尔医学院第八附属医院是齐齐哈尔医学院外埠医院，在大庆市。第八附属医院即大庆市第三医院，也就是现在的大庆精神卫生中心。2008年黑龙江省批准，大庆第三医院成为齐齐哈尔医学院第八附属医院。